# Света Дросида
Света Дросида је била кћерка цара Трајана. Ухваћена је са још пет других жена да ноћу сакупља тела пострадалих мученика због вере у Исуса Христа, и због тога је од цара кажњена. Оних пет жена су тешко мучене и најзад бачене у растопљен бакар, где су и преминуле. А Дросида је остала под строгом царском стражом. Успела је побећи из двора. Сама себе је крстила у једној реци. После осам дана преминула је.
Српска православна црква слави је 22. марта по црквеном, а 4. априла по грегоријанском календару.